# Patinatge de velocitat en pista curta als Jocs Olímpics d'hivern de 2010 - 1.000 metres masculins
Als Jocs Olímpics d'Hivern de 2010 celebrats a la ciutat de Vancouver (Canadà) es disputà una prova de Patinatge de velocitat en pista curta sobre una distància de 1.000 metres en categoria masculina que formà part del programa oficial dels Jocs.
La prova es disputà entre els dies 17 i 20 de febrer de 2010 a les instal·lacions del Pacific Coliseum. Hi participaren un total de 32 patinadors de 18 comitès nacionals diferents.

## Resum de medalles
| Or          | Argent     | Bronze           |
| Lee Jung-Su | Lee Ho-Suk | Apolo Anton Ohno |

## Resultats

### Qualificació
| Pos. | Mànega | Nom                | CON             | Temps    | Notes |
| ---- | ------ | ------------------ | --------------- | -------- | ----- |
| 1    | 1      | Charles Hamelin    | Canadà          | 1:25.256 | Q     |
| 2    | 1      | Sjinkie Knegt      | Països Baixos   | 1:25.449 | Q     |
| 3    | 1      | Jon Eley           | Regne Unit      | 1:25.588 |       |
| 4    | 1      | Ma Yunfeng         | R.P. de la Xina | 1:25.814 |       |
| 1    | 2      | François Hamelin   | Canadà          | 1:25.714 | Q     |
| 2    | 2      | Tyson Heung        | Alemanya        | 1:25.938 | Q     |
| 3    | 2      | Viktor Knoch       | Hongria         | 1:26.279 |       |
| 4    | 2      | Aidar Bekzhanov    | Kazakhstan      | 1:26.536 |       |
| 1    | 3      | Sung Si-Bak        | Corea del Sud   | 1:24.245 | Q, RO |
| 2    | 3      | Blake Skjellerup   | Nova Zelanda    | 1:27.875 | Q     |
| 3    | 3      | Nicola Rodigari    | Itàlia          | 1:41.117 | q     |
| -    | 3      | Maxime Chataignier | França          | -        | DSQ   |
| 1    | 4      | Han Jialiang       | R.P. de la Xina | 1:26.479 | Q     |
| 2    | 4      | Nicolas Bean       | Itàlia          | 1:26.781 | Q     |
| 3    | 4      | Travis Jayner      | Estats Units    | 1:26.870 |       |
| 4    | 4      | Tom Iveson         | Regne Unit      | 1:27.841 |       |
| 1    | 5      | Yuri Confortola    | Itàlia          | 1:27.073 | Q     |
| 2    | 5      | Thibaut Fauconnet  | França          | 1:27.080 | Q     |
| 3    | 5      | Semion Elistratov  | Rússia          | 1:27.254 |       |
| 4    | 5      | Assen Pandov       | Bulgària        | 1:28.580 |       |
| 1    | 6      | Apolo Anton Ohno   | Estats Units    | 1:25.940 | Q     |
| 2    | 6      | Liang Wenhao       | R.P. de la Xina | 1:26.249 | Q     |
| 3    | 6      | Paul Herrmann      | Alemanya        | 1:26.739 |       |
| 4    | 6      | Ruslan Zakharov    | Rússia          | 1:26.883 |       |
| 1    | 7      | Lee Jung-Su        | Corea del Sud   | 1:24.962 | Q     |
| 2    | 7      | J. R. Celski       | Estats Units    | 1:25.113 | Q     |
| 3    | 7      | Pieter Gysel       | Bèlgica         | 1:25.613 |       |
| 4    | 7      | Takahiro Fujimoto  | Japó            | 1:26.359 |       |
| 1    | 8      | Lee Ho-Suk         | Corea del Sud   | 1:25.925 | Q     |
| 2    | 8      | Haralds Silovs     | Letònia         | 1:25.951 | Q     |
| 3    | 8      | Yuzo Takamido      | Japó            | 1:26.074 |       |
| 4    | 8      | Lachlan Hay        | Austràlia       | 1:26.132 |       |

### Quarts de final
| Pos. | Mànega | Nom               | CON             | Temps    | Notes |
| ---- | ------ | ----------------- | --------------- | -------- | ----- |
| 1    | 1      | Charles Hamelin   | Canadà          | 1:25.300 | Q     |
| 2    | 1      | Apolo Anton Ohno  | Estats Units    | 1:25.502 | Q     |
| 3    | 1      | Nicolas Bean      | Itàlia          | 1:25.827 |       |
| 4    | 1      | Tyson Heung       | Alemanya        | 1:26.098 |       |
| 1    | 2      | Lee Jung-Su       | Corea del Sud   | 1:25.822 | Q     |
| 2    | 2      | Han Jialiang      | R.P. de la Xina | 1:25.856 | Q     |
| 3    | 2      | Sjinkie Knegt     | Països Baixos   | 1:26.176 |       |
| 4    | 2      | Thibaut Fauconnet | França          | 1:26.213 |       |
| 5    | 2      | Nicola Rodigari   | Itàlia          | -        | DSQ   |
| 1    | 3      | Sung Si-Bak       | Corea del Sud   | 1:24.570 | Q     |
| 2    | 3      | J. R. Celski      | Estats Units    | 1:24.621 | Q     |
| 3    | 3      | Yuri Confortola   | Itàlia          | 1:24.788 |       |
| 4    | 3      | Blake Skjellerup  | Nova Zelanda    | 1:27.374 |       |
| 1    | 4      | Lee Ho-Suk        | Corea del Sud   | 1:24.980 | Q     |
| 2    | 4      | François Hamelin  | Canadà          | 1:25.037 | Q     |
| 3    | 4      | Liang Wenhao      | R.P. de la Xina | 1:25.060 |       |
| 4    | 4      | Haralds Silovs    | Letònia         | 1:50.292 |       |

### Semifinal
| Pos. | Mànega | Nom              | CON             | Temps    | Notes |
| ---- | ------ | ---------------- | --------------- | -------- | ----- |
| 1    | 1      | Lee Ho-Suk       | Corea del Sud   | 1:25.347 | QA    |
| 2    | 1      | Lee Jung-Su      | Corea del Sud   | 1:25.560 | QA    |
| 3    | 1      | François Hamelin | Canadà          | 1:45.324 | qa    |
| 4    | 1      | J. R. Celski     | Estats Units    |          | DSQ   |
| 1    | 2      | Apolo Anton Ohno | Estats Units    | 1:25.033 | QA    |
| 2    | 2      | Charles Hamelin  | Canadà          | 1:25.062 | QA    |
| 3    | 2      | Sung Si-Bak      | Corea del Sud   | 1:25.068 | QB    |
| 4    | 2      | Han Jialiang     | R.P. de la Xina | 1:25.462 | QB    |

### Finals

#### Final B
| Pos. | Nom          | CON             | Temps    | Notes |
| ---- | ------------ | --------------- | -------- | ----- |
| 6    | Han Jialiang | R.P. de la Xina | 1:32.023 |       |
| -    | Sung Si-Bak  | Corea del Sud   | -        | DSQ   |

#### Final A
| Pos. | Nom              | CON           | Temps    | Notes |
| ---- | ---------------- | ------------- | -------- | ----- |
| 1    | Lee Jung-Su      | Corea del Sud | 1:23.747 | RO    |
| 2    | Lee Ho-Suk       | Corea del Sud | 1:23.801 |       |
| 3    | Apolo Anton Ohno | Estats Units  | 1:24.128 |       |
| 4    | Charles Hamelin  | Canadà        | 1:24.329 |       |
| 5    | François Hamelin | Canadà        | 1:25.206 |       |

Q: qualificat
q: qualificat
RO: rècord olímpic
DSQ: desqualificació